# Hussein Zein
Hussein Ali Zein (arabisch حسين علي زين, DMG Ḥusain ʿAlī Zain; * 27. Januar 1995 in Sidon) ist ein libanesischer Fußballspieler.

## Karriere

### Verein
Zur Saison 2012/13 ging er von der U20 von al-Ahed in deren erste Mannschaft über, wo er auch noch bis heute spielt. Mit seiner Mannschaft gewann er seitdem sechs Mal die Meisterschaft und den AFC Cup 2019.

### Nationalmannschaft
Sein erstes bekanntes Spiel für die libanesische Fußballnationalmannschaft war am 5. Februar 2016 bei einer 0:2-Freundschaftsspielniederlage gegen den Bahrain, wo er zur 87. Minute für Mohamad Haidar eingewechselt wurde.
Danach kam er aber für über drei Jahre, zu keinem weiteren Einsatz. Erst bei der Westasienmeisterschaft 2019 war er wieder im Einsatz und bekam bei zwei Partien Spielzeit. Ab Oktober 2019 stieg er mit seinem Team anschließend auch in die Qualifikation für die Weltmeisterschaft 2022 ein, wo er einige weitere Einsätze sammelte. Beim Arabien-Pokal 2021 war dann zwar im Playoff dabei, fehlte dann dort aber bei der Endrunde. Zuletzt nahm er mit seiner Mannschaft an der Südasienmeisterschaft 2023 teil, wo er mit dieser das Halbfinale erreichte.
Am 30. Dezember 2023 wurde er für den finalen Kader bei der Asienmeisterschaft 2024 nominiert.